# Precedencja
Precedencja – protokolarny porządek pierwszeństwa, występujący m.in. w dyplomacji, podczas wydarzeń oficjalnych, regulowanych protokołem lub zwyczajem, ale także w sytuacjach prywatnych. Słowo wywodzi się z języka łacińskiego: praecedentia – co dosłownie znaczy: „to, co poprzedza”. Oznacza „pierwsze miejsce, pierwszeństwo, prym”.

## Precedencja w dyplomacji
Precedencją w dyplomacji nazywa się proces ustalania pierwszeństwa pomiędzy szefami misji dyplomatycznych, ustalony zasadami protokołu dyplomatycznego. Usystematyzowany system precedencji został wprowadzony po raz pierwszy przez kongres wiedeński z 1815. Precedencja zawiera się w dwóch zasadach.
1. zasada pierwszeństwa – pierwszeństwo posiada zawsze szef misji dyplomatycznej wyższej rangi (klasy) dyplomatycznej
2. zasada starszeństwa – w obrębie tej samej rangi o pierwszeństwie decyduje data i godzina złożenia listów uwierzytelniających w państwie przyjmującym.

Najwyższy w precedencji szef misji nosi tytuł dziekana korpusu dyplomatycznego. Istnieje jednak wyjątek od tej zasady. Państwa przyjmujące mogą zastrzec, że pierwszeństwo ponad wszystkimi szefami misji dyplomatycznych ma przedstawiciel Stolicy Apostolskiej, czyli nuncjusz, który pełni tym samym funkcję dziekana. Wyjątek ten występuje również w przypadku korpusu dyplomatycznego w Polsce.

## Inne przykłady występowania
Precedencja reguluje także porządek pierwszeństwa (witania, przemawiania, zajmowania miejsc) podczas oficjalnych spotkań władz państwowych. W Polsce precedencja uzależniona jest od zajmowanego stanowiska. W innych krajach bywa uzależniona także od posiadanych tytułów szlacheckich, honorowych lub posiadanych odznaczeń.
Precedencja reguluje także inne obszary, jak na przykład porządek noszenia odznaczeń lub tytułów w przypadku równoczesnego występowania ich mnogości. Dotyczy także porządku hierarchicznego w Kościele.